# Pseudoleskea penzigii
Pseudoleskea penzigii là một loài Rêu trong họ Leskeaceae. Loài này được Brizi mô tả khoa học đầu tiên năm 1893.